# مری روچ
مری روچ (انگلیسی: Mary Roach؛ زادهٔ ۲۰ مارس ۱۹۵۹) نویسنده، و روزنامه‌نگار اهل ایالات متحده آمریکا است.